# 汉姓
汉姓，指汉民族的“汉族姓氏”或其他民族采用汉族风格的“汉风姓氏”。
汉姓大部分是由一个汉字构成，称單姓；也有少部分以两个或以上汉字组成，称複姓。汉族传统的姓名系统中包括姓、氏、名、字、号等，但近现代以来，多只有姓與名。

## 姓氏
古時“姓”与“氏”不同，先有姓，後有氏；“姓”起于女系，“氏”起于男系。
周朝以前，贵族除了有姓之外，还往往以國名、官位为氏。通常貴族獲赐封了土地以後才立氏。
在夏商周三個朝代，男子称氏，女子称姓。氏用来区别贵贱，贵族有名有氏，贫民有名无氏。姓則用来区别婚姻，同姓不能通婚：姓同氏不同不能通婚，而氏同姓不同则可以通婚。后来一直保持了这种传统，同姓之人通婚被视为禁忌。直到现代，才逐渐打破这种传统，但是在许多地方，民间仍然不赞成同姓通婚。 
春秋战国时，宗法制度瓦解，姓氏制度亦隨之变革；这时氏开始转变为姓。战国以后，平民也有姓，百姓遂成为民众的通称。这反映了贵族的没落，平民地位的上升。 
秦汉以后，姓与氏合一，通称“姓”或兼称“姓氏”。姓氏与漢名一起构成一个人的姓名。
中国古代同姓名现象很普遍，顾炎武《日知录》有“史书人同姓名”条。

## 「漢姓」、「漢字姓氏」、「中文姓氏」與「中國姓氏」
一些中國境內少數民族的中國姓氏雖然音譯為中文，但並非漢族姓氏，如「愛新覺羅」、「博爾濟吉特」等。此外，並非使用漢字的「漢字姓氏」即「漢姓」，比如日本雖然用漢字表示姓氏，但並非漢姓，另外朝鮮族的「朴」姓傳統上亦非漢姓。
近年「中文姓氏」等同於「漢字姓氏」來使用，意思為以中文表示的姓氏。不過由於如此表述會帶有歧義性質，因為例如日本漢字就不等同中文；並且對某些少數民族來說並不適用。
現代很多外國姓氏都有被音譯為中文，這些音譯姓氏雖寫為中文，如「布什」、「布朗」等，但這些中文姓氏並非中國姓氏。

## 漢姓的起源
据史家的研究，姓起源于五六千年前的母系社会，沿自部落的名称或部落首领的名字。因此，上古八大姓都是從“女”字旁，如姒、姬、嬴、姜、姚等。姓的作用主要是便于辨别部落中不同氏族的后代，以利彼此通婚。
氏的出现據稱早在传说中的黄帝时代即有，而在信史中則見於周朝。周朝初期，周王大规模分封诸侯，此后这些诸侯国的后人就以国为氏。诸侯又分封領地的官员，这些官员的后裔就以封地为氏。据研究，現今大部分的漢姓都是从此時的氏演变而成的。

## 姓氏的使用与演变
据统计，中国历史上先后出现过近一萬二千个姓氏，其中单姓五千多个，双字的为四千多个，三至九字的姓氏則二千多个。
现在通用的姓氏约有四千七百多個，其中单姓居絕大多數，双字姓氏一百多个，三字以上的姓氏罕见。最常用的一百个姓氏占全国人口的80%以上。汉族中，平均每三十二萬人共用一个姓氏。
中国姓氏的演变有一些规律：
1. 在音节上，由复音姓氏向单音姓氏转化。[來源請求]
2. 在用字上，由纷杂向规范转变。[來源請求]
3. 在字形上，由繁向简转化。[來源請求]

### 汉姓的羅馬字轉換
汉族自郑和下西洋以来，已经有几百年的移民历史。这些明朝移民的后裔以及清末民初的南部汉族移民在海外地区，尤其是东南亚地区，都沿用了汉姓。这些汉姓到了东南亚地区，因为行政需要，必须用罗马字母拼写。当时因为北方话在南方汉族当中并不普及，而且也没有标准的普通话读音，使用罗马字母拼写汉姓时通常都是依照姓氏持有者的祖籍地方言拼写。举例，东南亚最常见的两个汉姓“陈”与“林”并不使用普通话拼音“Chen”与“Lin”，而是用闽南语拼音“Tan”与“Lim”。如果姓氏持有者的祖籍地方言是粤语，以上两个姓氏的拼写将会是“Chan”与“Lam”。这种以南方汉语方言拼写的姓氏在东南亚地区一直沿用至今日。在普通话拼音普及之前，东南亚汉族的整个名字都是用方言拼写。举例，“陈国强”这个名字的闽南语拼写是“Tan Kok Keong”。近年来，因为普通话拼音的普及，一些人把名字的拼音改为普通话拼音，不过姓氏拼音依然保留为方言拼音。举例，“陈国强”这个名字的闽南语-普通话混合拼写方式是“Tan Guoqiang”。
十九世紀二十世紀以來，由於對外貿易、經商、留學及移民，漢姓有非漢字的寫法。又因語言、方言及注音系統混亂，以至同一漢姓常有多種羅馬字寫法（主要以英語為基礎作音譯，不過亦有例外，例如澳門使用葡萄牙語為基礎作音譯）。
- 港澳地區主要以廣東話作音譯；
- 中國大陸主要使用漢語拼音；
- 台灣主要使用威妥瑪拼音或通用拼音，現推行漢語拼音；
- 新加坡及馬來西亞等視乎方言，則有三到數種音譯，例子如下：

| 汉姓                            | 官話     | 官話       | 閩南語          | 閩南語                   | 閩南語                   | 闽东语 | 粤语                           | 越南语            |
| 汉姓                            | 漢語拼音 | 威妥瑪拼音 | 厦门/泉州       | 漳州                     | 潮州                     | 闽东语 | 粤语                           | 越南语            |
| ------------------------------- | -------- | ---------- | --------------- | ------------------------ | ------------------------ | ------ | ------------------------------ | ----------------- |
| 王                              | Wang     | Wang       | Ong             | Ong                      | Heng                     | Wong   | Wong/Vong                      | Vương             |
| 黄                              | Huang    | Huang      | Ng              | Wee                      | Ng                       | Wong   | Wong/Vong                      | Hoàng/Huỳnh/Vòong |
| 陈                              | Chen     | Chen       | Tan             | Tan                      | Tan                      | Ting   | Chan                           | Trần              |
| 方                              | Fang     | Fang       | Png/Hong        | Pwee                     | Pung                     | Hong   | Fong                           | Phương            |
| 林                              | Lin      | Lin        | Lim             | Lim                      | Lim                      | Ling   | Lam                            | Lâm               |
| 刘                              | Liu      | Liu        | Lau             | Lau                      | Lau                      | Liew   | Lau                            | Lưu               |
| 张                              | Zhang    | Chang      | Teo/Tio/Tew/Tiu | Teo/Tio/Tew/Tiu          | Teo/Teoh                 | Tiong  | Cheung/Cheong                  | Trương            |
| 吴                              | Wu       | Wu         | Goh/Go          | Ngoh/Ngo                 | Goh/Go                   | Ngu    | Ng                             | Ngô               |
| 蔡                              | Cai      | Tsai       | Chua            | Chua                     | Chua                     | Chai   | Choi/Choy/Troy/Tsoi            | Thái              |
| 杨                              | Yang     | Yang       | Yeo/Yio         | Yeo/Yio/Yeoh             | Yeo/Yeoh                 | Yong   | Yeung/Yeong/Ieong/Young        | Dương             |
| 蓝（有争议，兰/蓝多为畲族姓氏） | Lan      | Lan        | Lam             | Na                       | Na/Nah                   | Lam    | Lam                            | Lam               |
| 白                              | Bai      | Pai        | Peh             | Peh                      | Peh                      | Bak    | Pak                            | Bạch              |
| 郭                              | Guo      | Kuo        | Quek/Kuek/Kwek  | Kueh/Quek/Kuek/Kwek/Kway | Kueh/Quek/Kuek/Kwek/Kway | Kuok   | Kwok/Kuok（港澳）Kok（东南亚） | Quách             |
| 潘                              | Pan      | Pan        | Phua/Phuah      | Phua/Phuah               | Phua/Phuah               | Pan    | Poon/Pun                       | Phan              |
| 程                              | Cheng    | Cheng      | Teng            | Thia                     | Thia                     | Tiang  | Ching                          | Trình             |
| 施                              | Shi      | Shih       | See             | See                      | See                      | Sye    | Sze/Si/See                     | Thi               |

- 韓國的漢字姓氏羅馬字寫法乃是按照韓語羅馬字表記法，早期主要以馬科恩-賴肖爾表記法转写为羅馬字（现在的朝鲜仍主要采用此种罗马字），现在韩国的官方主要采用韓文羅馬字表記法修正案。
- 日本的漢字姓氏羅馬字寫法乃是按照日語羅馬字。
- 越南的漢字姓氏羅馬字寫法主要按照越南语国语字。

由於歷代經商留學及移民，同一地方，常有不同國籍華人血統之人士，以至漢姓的羅馬字寫法亦各有不同。

## 漢姓的形成
漢姓的形成來源眾多、情況複雜。總括有以下幾種：
- 來自出生地、居住地、封國、封地，这类姓氏最多，如：賴、陳、馮、魯、杜、謝、吳、董、蔡、曾、呂、赵、周、许、朱、江、黄、陆、路、柳、燕、郑、彭、毛等。
- 先人的名字、廟號、諡號：如張、潘、庄、严、桓、武、穆等。
- 先人的爵位、官職：如王、侯、史、上官、司空、司马、司徒、凌。
- 職業、技藝：如陶、商。
- 次第：如伯、孟、季、第五
- 帝王賜姓：如部分朱、李、趙姓等。
- 其他民族漢化：如毒姓、刀姓、風姓、買姓、粘姓、呼姓、冼姓和部分元、劉、金以及外来复姓呼延、万俟、拓拔、宇文、賀蘭等。
- 因避諱、遷徙改姓或音變、形變而得的姓氏：如裘、邱（因避諱孔子的名「丘」）、諸葛。

## 漢姓统计
清人汪辉祖《史姓韵编》收录二十四史所载人名28,365个，姓748个，每条下注明人物出处、籍贯、官爵、事迹等。
在2007年4月24日中华人民共和国公安部治安管理局对全国户籍人口的一项统计数据中显示，中國使用的姓氏有4,700多個，王姓成为中国大陸第一大姓，有9,288.1万人，占中国人口总数的7.25％。 第二大姓是李姓，有9,207.4万人，占中国大陸人口总数的7.19％；第三位是张姓，有8,750.2万人，占中国大陸人口总数的6.83％。人數最少的姓氏為“难姓”。但是综合中国港澳地区及台灣的情况，李姓则为大中华地区第一大姓，王姓为第二大姓。
并且有以下10个姓氏人口数在2,000万人以上的姓氏：陈、李、王、张、刘、杨、黄、赵、吴、周
姓氏人口少于2,000万人多于1,000万人的姓氏有12个：徐、孙、马、朱、胡、郭、何、高、林、罗、郑、梁。 
位列前100名的姓氏还有：谢、宋、唐、许、韩、冯、邓、曹、彭、曾、肖、田、董、袁、潘、蒋、蔡、余、杜、叶、程、苏、魏、吕、丁、任、沈、姚、卢、姜、崔、鍾、谭、陆、汪、范、金、石、賴、廖、贾、夏、韦、傅、方、白、邹、孟、熊、秦、邱、江、尹、薛、闫、段、雷、侯、龙、史、陶、黎、贺、顾、毛、郝、龚、邵、万、钱、严、覃、武、戴、莫、孔、向、汤、阮…等等
中国前100个姓氏总人口占全国人口的84.77％。
中国的书籍《百家姓》仅列出汉族最常见的数百个姓氏，并不能代表现时所有的汉族姓氏。

## 姓氏的等级
姓氏本来没有尊卑貴賤之分，古時，人皆有姓用以婚嫁之用以免近親結合同姓則不婚，而氏則是被賜封建了土地的貴族才有，一般平民有姓而沒有氏，但除婚嫁外，平常只用名。但在中国历史上曾出现过根据姓氏划分等级的情况。这就是门第观念。
门第观念于东汉时期萌芽，朝廷以經學取士，學者皆以經學傳給子孫，以便入朝為官，隨著經學這門學問代代相傳，也逐漸形成了世族，甚至有祖孫四代都位居三公職位的汝南袁氏家族。魏晋南北朝时，采用九品中正制选拔官吏。这种制度造成“上品无寒门，下品无世族”的现象，遂形成严格的姓氏等级制度。許多名家大族產生：如以王導為代表的琅琊王氏、謝安為代表的陳郡謝氏等。唐高宗時期，《姓氏錄》的出現消除了門閥士族界限，完全依照官品高下爲準敘錄，按照姓氏劃分的等級開始瓦解。到了宋代，門閥士族已經蕩然無存，自此中國除了皇室貴族，便沒有制度上固定不變的姓氏貴賤區別了。
现在為顯示姓氏平等，排列姓名時，一般仅按姓氏笔划或姓氏的拼音排序。例如中国共产党中央委员会及中共中央政治局委员、香港立法會議員便以姓氏筆劃排序。

## 其他民族
汉族的姓氏，也和少数民族的姓氏在历史上互相影响。通常少数民族进入中原後，受汉文化影響，姓氏也采用汉字。开始多是音译，大部分是三字以上的姓氏，如北魏皇室拓跋氏與清皇室的愛新覺羅。
后来为了简便使用，或出於政治原因，许多少数民族改用单姓，如：北魏孝文帝的孝文漢化政策，令拓跋氏改漢姓為元姓。清朝滅亡後，不少姓愛新覺羅的人改漢姓為金姓。
也有少数仍維持两个字或以上的姓氏，如长孙、尉迟等。另外，少数民族汉化的同时，也创造了一些新的姓氏，就如傣族的刀姓。

### 直接使用汉姓
京族
主要有阮（Nguyễn）、范（Phạm）、黃（Hoàng或Huỳnh）、潘（Phan）、黎（Lê）、陳（Trần）、武（Võ或Vũ）、胡（Hồ）等。
朝鮮民族
朝鮮民族姓氏主要有金（김）、李（이）、朴（박）、崔（최）、鄭（정）、姜（강）、趙（조）、尹（윤）、張（장）、林（임）、吳（오）、韓（한）、申（신）、徐（서）、權（권）、黃（황）、安（안）、宋（송）、柳（유）、洪（홍）、孫（손）。
同姓的人會有不同本貫，傳統上同姓同本貫的人不能通婚，同姓不同本貫者則可通婚，韓國法令於以前也有明文規定，現則已廢除。

### 除汉姓外另有姓氏系统
回族
回族主要使用的姓有：白、馬（來自穆罕默德）、沙、林、丁、赛（來自賽典赤）等。
滿族
清亡以後滿族人多取漢姓，如金、王、范、艾、罗、肇、郎等。
蒙古族
- 包氏、宝氏（來自孛儿只斤氏）（也記作博尔济吉特氏，包括現在的）。
- 乌、吳（來自兀良合氏，郭尔罗斯前旗王爷驻京代办富格日特远祖兀良合人，本姓乌和吴，但富格日特的后代已取“富”为姓了）。
- 孟（出生在科尔沁左翼中旗的民族英雄嘎达梅林，从他先祖莫勒特图以后，开始取“莫”字为姓，谐音记作孟，所以嗄达梅林汉名叫作孟青山）。
- 奥（來自奥鲁）。
- 蒙。
- 黄姓（來自锡拉特，蒙古语为黄色）。
- 白姓（來自查干，蒙古语意为白色）。
- 蓝姓（來自呼和，蒙古語意为蓝色）。
- 金姓（來自阿拉坦，蒙古語意为金）。
- 霍姓

台灣原住民
清朝於1758年對台灣原住民平埔族人「普賜漢姓」，後來中華民國的國民黨政府於：1940年代中期－1950年代，國民黨政府藉由《修正台灣省人民回復原有姓名辦法》、《姓名條例》及《姓名條例施行細則》（1953年公佈實施）等強制性法源依據，以「到府辦理」的強迫方式，將歸籍戶政的台灣原住民，全部以「任意分配」方式改為漢姓、漢名。也就是，以漢姓姓氏為主、「《國語辭典》或《辭源》、《辭海》、《康熙》等通用字典中所列有之文字」為名字命名準則的該戶政姓名登記命名實務，其台灣原住民姓氏更動，普遍以戶政人員及戶政單位任意分配為主。因未臻詳細規劃與訂定相關細則，1950年代期間，台灣原住民族群間大量出現了以「高姓」（取名依據來自高山族）、「潘姓」（河流＋番）、湯姓（河川）、楊姓（大樹）、石姓（山川）、巫姓（女神）的新姓氏不合理現象，也造成因為不知情情況下的「友親」（近親聯姻）困擾；但賽夏族的漢姓可以與傳統氏族名有對應關係，因此賽夏族獲得漢姓並不會破壞傳統社會結構。
因普遍未徵求登記命名者的此命名方式涉及命名文化衰落，1980年代中期之後，恢復台灣原住民命名規則與振興台灣原住民命名文化成為該運動主軸之一。他們認為平埔族群已近消失，如果台灣原住民藏起自己真正名字，台灣各族原住民將與平埔族相同被漢化滅絕。終於在1995年，李登輝政府修正《姓名條例》與《姓名條例施行細則》，台灣原住民命名不再強制使用漢姓。

### 引用
1. 1 2  .   [2009-05-28]. （原始内容存档于2007-04-29）.

## 延伸阅读
《欽定古今圖書集成/明倫彙編/氏族典 （页面存档备份，存于）》

## 外部連結
- 中華百家姓一覽
- 公安部统计分析显示：王姓成为我国第一大姓 （页面存档备份，存于）